# Il demone incarnato
Il demone incarnato (titolo originale Lasher), pubblicato nel 1993 (in Italia soltanto nel 1996) è il secondo libro della saga delle Streghe Mayfair di Anne Rice.

## La trama
La dottoressa Rowan Mayfair è scomparsa poco tempo dopo essersi sposata con l'irlandese Michael Curry che, sentitosi abbandonato si perde in una struggente depressione in cui riesce a sopravvivere soltanto grazie all'uso di alcuni medicinali. Approfittando di questa situazione la tredicenne Mona Mayfair, invaghita dell'uomo, ne approfitta e intraprende una relazione sessuale con questo che, come ultimo effetto, riesce a far risvegliare Michael dal torpore in cui era caduto. L'uomo capisce che Rowan non può davvero aver deciso di abbandonarlo, ma sicuramente è stata costretta a partire e per questo decide di mettersi sulle sue tracce ad ogni costo.
Rowan nel frattempo subisce le violenze del mostro che lei stessa ha partorito. Con orrore si rende conto che Lasher attraverso lei vuole generare una figlia con cui poter far rivivere i Taltos. La violenta quindi ripetutamente e solo alla terza gestazione finalmente la donna riesce a portare a termine il parto. Durante questo periodo riesce a spedire ad un suo collega alcuni campioni di DNA da analizzare, conscia che il potere dei Taltos e delle streghe Mayfair in realtà deve essere collegato a fattori genetici. Si scopre così che l'elica di DNA dei Taltos è composta da 92 cromosomi e che molto probabilmente questi sono la causa della sua nascita anormale.
Lasher tenta nel frattempo di impregnare altre donne della famiglia Mayfair, ma tutte muoiono in seguito a violente emorragie. Finalmente durante una delle assenze del mostro, Rowan riesce a fuggire e mentre si trova in un campo partorisce Emaleth, una femmina di Taltos. Rowan, stremata, affida alla bambina (che cresce come tutti i Taltos ad una velocità spaventosa) di trovare Michael per lei e quindi salvarla. 
Rowan viene trovata e portata in ospedale dove per salvarle la vita le viene rimosso l'utero condannandola a non poter più avere figli per il resto della sua vita. Caduta in una specie di coma, viene portata a casa da Michael dove rimane in stato vegetativo.
Lasher ritorna quindi da Michael per raccontare a lui e Aaron Lightner dell'Ordine del Talamasca la storia della sua vita passata, ai tempi dei Taltos sulla Terra. Racconta di essere nato dalla Regina Anna di Inghilterra, seconda moglie di Enrico VIII d'Inghilterra e di aver vissuto a Donnelaith per diverso tempo finché non venne mandato in Italia per diventare sacerdote. Tornato poi in Inghilterra, venne ucciso dai protestanti. Finché la strega Suzanne Mayfair non lo richiamò dal regno delle ombre.
Michael lo ascolta durante tutto il racconto, ma non appena Lasher finisce di parlare, l'uomo gli si getta addosso e lo uccide accecato dalla rabbia per ciò che ha fatto alla moglie. Dopodiché lo seppellisce sotto la quercia del giardino. Va quindi nella camera della moglie dove, sgomento, vede Emaleth che nutre Rowan attraverso il suo seno. Questo risveglia Rowan che presa dal panico uccide la propria figlia con un colpo di pistola. Mentre Michael rimane immobile, intontito da quanto è successo, la donna va a seppellire Emaleth nel giardino, accanto a Lasher.

## Curiosità
- Mentre nella traduzione italiana si è scelto di cambiare il titolo da Lasher a Il demone incarnato (che comunque è un chiaro rimando a Lasher), nella traduzione francese il titolo è stato cambiato in L'Heure des sorcières, andando a ripescare il primo libro della saga ovvero "L'ora delle streghe". Fu possibile poiché in Francia il primo romanzo venne intitolato "Le Lien maléfique".

## Edizioni
- Anne Rice, Il demone incarnato, traduzione di Marina Astrologo, collana Narrativa, TEA, 1999,  pp. 637, ISBN 88-7818-435-7.